# The Lavender Scare
Pour plus de détails, voir Fiche technique et Distribution.
The Lavender Scare (littéralement, « La peur violette ») est un film documentaire américain produit et réalisé par Josh Howard, sorti en 2017. Il s’agit de l’adaptation du livre The Lavender Scare: The Cold War Persecution of Gays And Lesbians in the Federal Government de David K. Johnson (2006).

## Synopsis

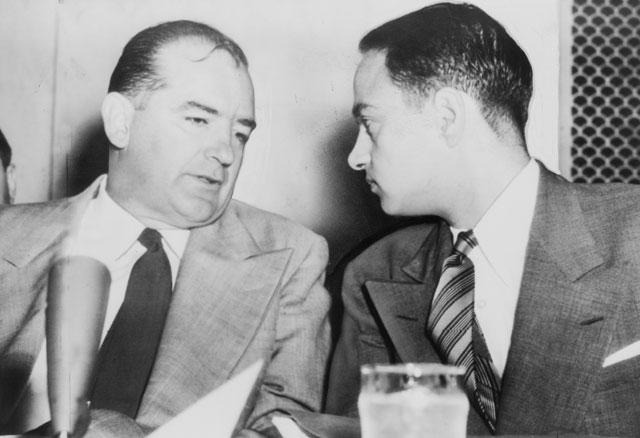
Joseph McCarthy et Roy Cohn en 1954.

Au début de la guerre froide aux États-Unis, l'homosexualité est encore considérée comme une maladie psychiatrique et la sodomie est passible de prison dans de nombreuses régions du pays. Pour débarrasser de « ces pervers », le gouvernement organise donc une « chasse aux sorcières » qui vise à débusquer et renvoyer les homosexuels qui travaillent dans la fonction publique. En 1950, le sous-secrétaire d'État John Peurifoy informe ainsi le public qu'il a renvoyé quatre-vingt onze gays et lesbiennes du département d'État…

## Fiche technique
Sauf indication contraire, les informations mentionnées dans cette section peuvent être confirmées par la base de données cinématographiques IMDb,  présente dans la section « Liens externes ».
- Titre original : The Lavender Scare
- Réalisation : Josh Howard
- Photographie : Richard White[1]
- Montage : Bruce Shaw
- Musique : Joel Goodman
- Production : Josh Howard

Productions déléguées : Kevin Jennings, Andrew Tobias et Betsy West
- Société de production : Full Exposure Films
- Société de distribution : —
- Pays d’origine :  États-Unis
- Langue originale : anglais
- Format : noir et blanc / couleur
- Genre : documentaire
- Durée : 77 minutes
- Dates de sortie :
  - États-Unis : 8 octobre 2017 (Festival international du film de San Diego) ; 7 juin 2019 (sortie nationale)
  - France : 11 juin 2019 (Festival Cinépride au Katorza à Nantes)[2]

## Distribution
- Glenn Close : narratrice
- Cynthia Nixon : Madeleine Tress (voix)
- Zachary Quinto : Dennis Flinn (voix)
- T.R. Knight : Drew Ference (voix)
- David Hyde Pierce : Dr. Franklin E. Kameny (voix)
- John D'Emilio : lui-même
- Lillian Faderman : elle-même
- David K. Johnson : lui-même

## Accueil

### Festivals et sorties
Le film est sélectionné et présenté le 8 octobre 2017 au festival international du film de San Diego, avant sa sortie nationale le 7 juin 2019 aux États-Unis. Il est également projeté dans de nombreux festivals. Quant à la France, il est présenté en avant-première le 11 juin 2019 au festival Cinépride au Katorza à Nantes.

### Critiques
Le site agrégateur de revues américain Rotten Tomatoes obtient un niveau de confiance de 100% avec quinze critiques. L'autre site de référence mondiale dans l'agrégation de revues Metacritic lui donne la note de 73 sur 100 pour six critiques.
En 2017, David Lewis de San Francisco Chronicle : « Le final émouvant vous laisse un sentiment de résilience (The touching finale leaves you with a sense of resiliency) ».
En 2019, Gary Goldstein de Los Angeles Times : « Un documentaire captivant, habilement monté… vivant, troublant et vibrant (A gripping, nimbly assembled documentary...  vivid, disturbing and rousing) ».

## Distinctions

### Récompenses
- FilmOut San Diego 2017 :
  - Meilleur film documentaire
  - Prix de Liberté
- Fort Worth Gay and Lesbian International Film Festival 2017 : Meilleur documentaire
- Garden State Film Festival 2017 : « Social Equality »
- Louisville LGBT Film Festival 2017 : Prix du jury du meilleur documentaire
- Out Here Now: the Kansas City LGBT Film Festival 2017 : Prix du courage du meilleur documentaire
- Outflix Film Festival 2017 : Prix du jury du meilleur documentaire
- Sacramento International Gay and Lesbian Film Festival 2017 : Prix public du meilleur documentaire
- Tampa International Gay and Lesbian Film Festival 2017 : Prix public du meilleur documentaire
- YoFi Fest 2017 : Meilleur documentaire
- Filmfest homochrom 2018 : Prix public du meilleur film documentaire

### Nomination
- New Renaissance Film Festival 2017 : Meilleur documentaire